# Samiske Kunstneres og Forfatteres Vederlagsfond
Samiske Kunstneres og Forfatteres Vederlagsfond (SKFV) är en norsk fond som ger stipendier till samiska konstnärer och författare.
Fonden ger arbetsstipendier, projektstipendier, resestipendier och etableringsstipendier. SKFV ger stipendier till samiska bildkonstnärer, konsthantverkare (duojárat) och fria fotografer. 
Fondens medel kommer från visnings- och kopieringsersättningar från norska Kulturdepartementet. Fonden har en styrelse med två representanter från Samisk forfatterforening och två från Samisk kunstnerforbund. Den administreras av Samisk kunstnerråd.
Med samiska konstnärer förstås i detta sammanhang medlemmar av Samisk kunstnerforbund/Sámi Dáiddačehpiid Searvi och andra samiska konstnärer som uppfyller kraven att bli medlemmar av denna förening. Med samiska författare förstås medlemmar av Samisk forfatterforeningaa/Sámi Girječálliid Searvi och övriga samiska författare som uppfyller kraven att bli medlemmar av denna förening.